# Jack Greenwell
John Richard Greenwell, detto Jack (Crook, 2 gennaio 1884 – Bogotà, 7 ottobre 1942), è stato un calciatore e allenatore di calcio inglese.

## Carriera

### Giocatore

#### Gli esordi in Inghilterra
Cominciò la sua carriera da giocatore con la squadra della sua città, il Crook Town, vincendo il titolo della Crook and District League nel 1901-1902. Rimase al Crook Town fino al 1912, con diverse presenze in FA Cup e in FA Amateur Cup.
Nel 1909 fece parte (come "ospite") della squadra del West Auckland che conquistò il Sir Thomas Lipton Trophy a Torino, battendo in finale il Winterthur 2-0.

#### Al Barcellona
Nel 1912 si trasferì al Barcellona, con cui giocò 88 partite dal 1912 al 1916, segnando 10 reti. In questo periodo vinse due volte il campionato catalano.

### Allenatore

#### In Spagna
Subito dopo il ritiro dal calcio giocato, Greenwell divenne allenatore del Barcellona. È il secondo tecnico più longevo nella storia del club catalano, avendolo allenato dal 1917 al 1924 e dal 1931 al 1933, per un totale di 492 partite ufficiali; meglio di lui ha fatto solo Johan Cruijff. Il suo fu il primo incarico ufficiale nella storia dei blaugrana.
In Spagna allenò anche Español, Sants, Castellón, Maiorca, Valencia e Sporting Gijón.

#### In Sudamerica
Lasciata la Spagna allo scoppio della guerra civile, si spostò in Turchia e poi partì per l'America meridionale.
Nel 1938 si trasferì in Perù per allenare la squadra dell'Universitario e, contemporaneamente, svolse la funzione di Commissario tecnico della Nazionale, portandola alla vittoria del torneo calcistico dei Giochi bolivariani nel 1938 (l'unica edizione disputata dalle Nazionali maggiori dei paesi dell'ODEBO) e del Campeonato Sudamericano de Football l'anno seguente.
Si trasferì quindi in Colombia nel 1940, per proseguire la sua carriera di allenatore, prima con la Nazionale, in preparazione ai Giochi centramericani e caraibici del 1942, che non furono mai disputati a causa dello scoppio della seconda guerra mondiale. Fu ingaggiato dall'Independiente Santa Fe nel 1942, ma morì il 7 ottobre dello stesso anno, all'età di 58 anni e venne sepolto nel cimitero britannico di Bogotà.

## Palmarès

### Giocatore
- Crook and District League: 1

Crook Town: 1901-1902
- Sir Thomas Lipton Trophy: 1

West Auckland: 1909
- Campionato catalano: 2

Barcellona: 1912-1913, 1915-1916

### Allenatore

#### Club
- Campionato catalano: 7

Barcellona: 1918-1919, 1919-1920, 1920-1921, 1921-1922, 1923-1924, 1931-1932
Español: 1928-1929
- Coppa di Spagna: 3

Barcellona: 1920, 1922
Español: 1928-1929
- Campionato valenzano: 1

Valencia: 1933-1934
- Campionato peruviano: 1

Universitario: 1939

#### Nazionale
- Giochi bolivariani: 1

1938
- Campeonato Sudamericano de Football: 1

Perù 1939